# Roger Holtback
John Roger Holtback, tidigare Eliasson, född 16 februari 1945 i Göteborg, är en svensk industri-, bank- och finansman. 
Roger Holtback blev civilekonom vid Handelshögskolan i Göteborg 1968 och var därefter anställd som kanslisekreterare vid Civildepartementet 1968–1969. Han blev chef för ekonomi och administration vid Volvo BM 1969–1973, chef för koncernstab Ekonomiska planer och kontroll AB Volvo 1973–1975, VD för Volvo BM Braåsverken 1975–1978, direktör och chef för division inköp och material för Volvo Personvagnar 1978–1982, vice verkställande direktör där 1983 samt vd för Volvo Personvagnar och medlem av Volvos koncernledning 1984–1990. Holtback var vice VD vid AB Volvo 1990–1991 och medlem av koncernledningen.
Han var regionchef för SEB i Göteborg 1990–1993 och ordförande i samma bank 1991–1993 samt VD för investmentbolaget Bure 1993–2001.
Holtback har varit ordförande i bland annat vårdbolaget Capio, säkerhetsföretaget Gunnebo,  verkstadsbolaget Finnveden och Svenska Mässan.

## Familj
Roger Holtback är son till avdelningschef John Eliasson och Karin Eliasson, född Nilsson samt bror till Jan Eliasson. Han var gift i första äktenskapet med Lena Tjäder (född 1945) och är sedan den 27 augusti 1988 gift med Pia Andreasson (född 1955).